# Natalja Morozowa
Natalja Igoriewna Morozowa (ros. Наталья Игоревна Морозова) (ur. 28 stycznia 1973 w Swierdłowsku) – rosyjska siatkarka, reprezentantka Rosji, środkowa.
Zdobyła dwa srebrne medale na Igrzyskach Olimpijskich w 1992 i 2000 , a także pięciokrotnie mistrzostwo Europy w 1991, 1993, 1997, 1999 i 2001 r.
Karierę sportową zakończyła w 2009 r.